# NHL Breakaway 99
NHL Breakaway 99 est un jeu vidéo de hockey sur glace développé par Iguana SLC et édité par Acclaim Entertainment, sorti en 1998 sur Nintendo 64.
Il fait suite à NHL Breakaway 98.

## Accueil
- GameSpot : 6,9/10[1]